# Lieselotte Thoms-Heinrich
Lieselotte Thoms-Heinrich (* 29. Oktober 1920 in Berlin; † 14. Juli 1992) war eine Journalistin und Frauenpolitikerin in der DDR. Von 1968 bis 1981 war sie Chefredakteurin der Frauenzeitschrift Für Dich.

## Leben
Lieselotte Thoms-Heinrich, als Lieselotte Lehmann geboren, absolvierte nach ihrer Schulzeit zunächst von 1937 bis 1939 eine Ausbildung zur Industriekauffrau und Stenotypistin. Danach war sie bis nach dem Kriegsende als Sekretärin tätig. 1946 bekam Thoms-Heinrich zunächst ein Volontariat bei der Wochenzeitung Sonntag. Später arbeitete sie bis 1949 als Redakteurin bei dieser Zeitung. Anschließend wechselte sie zum SED-Parteiorgan Neues Deutschland. Dort begann sie als Redakteurin, später leitete sie die Abteilung Staatliche Verwaltung. Thoms-Heinrich stieg im Laufe der Zeit zu einer Chefreporterin auf und wurde Mitglied des Redaktions-Kollegiums. Berufsbegleitend studierte sie an der Akademie für Staats- und Rechtswissenschaften in Potsdam sowie an der Fachschule für Journalistik in Leipzig. 1968 wechselte Thoms-Heinrich zur bekanntesten Frauenzeitschrift der DDR, der Für Dich. Sie prägte als Chefredakteurin diese Zeitschrift bis zum Wechsel ins Rentenalter 1981 maßgeblich. Als Rentnerin blieb sie als Mitarbeiterin des Institutes für Marxismus-Leninismus beim ZK der SED und freiberufliche Journalistin tätig. Sie verfasste mehrere Bücher.

## Politik
Politisch trat Lieselotte Thoms-Heinrich bis 1945 nicht in Erscheinung. 1947 wurde sie als Mitglied in die SED aufgenommen. In ihrer Redakteurszeit beim Neuen Deutschland wurde sie im Juli 1953 von der Zentralen Parteikontrollkommission wegen des am 30. Juni 1953 veröffentlichten Interviews mit dem in Ungnade gefallenen Max Fechner gerügt. Diese Rüge stellte aber kein Hindernis für ihre weitere politische Karriere dar. 1963 wurde sie als Berliner Vertreterin des DFD für die Wahl der Abgeordneten der Volkskammer vorgeschlagen und auch gewählt. Bis 1990 vertrat sie daraufhin den DFD im Parlament der DDR und war dort unter anderem Mitglied im Ausschuss für auswärtige Angelegenheiten. Mit ihrer Ernennung zur Chefredakteurin der Für Dich erfuhr Liselotte Thoms-Heinrich auch eine weitere politische Aufwertung. 1968 wurde sie zum Mitglied der Frauenkommission beim Politbüro des ZK der SED ernannt, im Folgejahr wählten die Mitglieder des DFD sie in den Bundesvorstand und das Präsidium ihrer Massenorganisation. In diesen Ämtern verblieb Liselotte Thoms-Heinrich bis zur politischen Wende 1989. 
1975 wurde Lieselotte Thoms-Heinrich mit der Clara-Zetkin-Medaille ausgezeichnet. 1980 erhielt sie den Vaterländischen Verdienstorden und 1985 die Ehrenspange zum Vaterländischen Verdienstorden in Gold.

## Werke
- Morgenstunden einer LPG : Reportagen aus Roggenhagen. VEB Deutscher Zentralverlag, Berlin 1960
- Das Mädchen und das Vaterland. Ausschuß für deutsche Einheit, Berlin 1962
- mit Hans Vieillard: Ein guter Deutscher. Walter Ulbricht, eine biographische Skizze aus seinem Leben. Staatsverlag der DDR, Berlin 1963
- mit Hans Vieillard, Wolfgang Berger: Walter Ulbricht : Arbeiter, Revolutionär, Staatsmann: Eine biografische Skizze. Staatsverlag der DDR, Berlin 1968
- mit Jochen Weyer: Sie bei uns Ein Bildbericht aus dem Leben der Frauen in der Deutschen Demokratischen Republik. Leipzig Verlag für die Frau 1974
- mit Sigrid Jacobeit: Kreuzweg Ravensbrück: Lebensbilder antifaschistischer Widerstandskämpferinnen. Verlag für die Frau, Leipzig 1987, ISBN 978-3-7304-0087-6.

## Weiterführende Literatur
- Bernd-Rainer Barth: Thoms-Heinrich, Lieselotte. In: Wer war wer in der DDR? 5. Ausgabe. Band 2. Ch. Links, Berlin 2010, ISBN 978-3-86153-561-4.
- Rita Pawlowski: Unsere Frauen stehen ihren Mann. Frauen in der Volkskammer der DDR 1950–1989: ein biographisches Handbuch. trafo, Berlin 2008, ISBN 978-3-89626-652-1.